# Pristomerus tunetanus
Pristomerus tunetanus är en stekelart som beskrevs av Horstmann 1990. Pristomerus tunetanus ingår i släktet Pristomerus och familjen brokparasitsteklar. Inga underarter finns listade i Catalogue of Life.